# UOMO
UOMO（ウオモ）とは、集英社が発売する男性向けファッション雑誌である。毎月24日発売。雑誌名はイタリア語で「男性」または「男性向けの」を意味する。2005年創刊。

## 概要
30代後半から40代の「アラフォー」男性を対象としている。大沢たかお、平井堅、トータス松本、木村拓哉などターゲット世代の人気男性芸能人が毎月表紙を飾っている。
2009年に公式サイト「webUOMO」が開設された。
2012年4月号より『MEN'S NON-NO』元編集長の日高麻子が編集長に就任し新装刊。『MEN'S NON-NO』のファッションアイコンであった木村拓哉を表紙に起用し、判型、コラム、記事の内容などがリニューアルされたほか、スーツスタイル中心であったコーディネートの傾向が変わり、カジュアルスタイルを積極的に掲載している。2014年に西河淳に編集長が交代したのちも同様である。

## 24日発売の男性誌
- GOETHE（幻冬舎）
- GQ（コンデナスト・ジャパン）
- HUgE（講談社）
- LEON（主婦と生活社）
- MEN'S CLUB（ハースト婦人画報社）
- OCEANS（インターナショナル・ラグジュアリー・メディア）
- Safari（日之出出版）
- Smart（宝島社）